# Juan Bautista Pérez de Barradas y Bernuy
Juan Bautista Pérez de Barradas y Bernuy (Córdoba, 31 de julio de 1830 - Madrid, 14 de agosto de 1891) fue un político y aristócrata español, titulado xiii marqués de Peñaflor, viii marqués de Cortes de Graena, marqués de Quintana de las Torres y marqués de Bay, grande de España, que fue senador del reino.

## Biografía
Nacido en Córdoba el 31 de julio de 1830 en el seno de una familia de la aristocracia rural andaluza, los Pérez de Barradas, que ostentaban varios títulos del Reino. Hijo de Fernando Pérez de Barradas y Arias de Saavedra, marqués de Peñaflor y de Cortes de Graena, un acaudalado terrateniente con grandes propiedades en Córdoba, y de María del Rosario de Bernuy y Aguayo, hija de los marqueses de Benamejí y condes de Villaverde la Alta, así como nieta del marqués de Villaverde.
Fue maestrante de la Real Maestranza de Caballería de Sevilla y caballero de la Orden de Santiago (1857). Por su condición de noble fue designado senador vitalicio (1867-1868), y más tarde lo fue por derecho propio (1879-1891). Formó parte del Partido Moderado, siendo diputado por la Provincia de Córdoba.
Llevó a cabo destacadas reformas en las estructuras agrarias de su región y supo conservar e incrementar su patrimonio. Contrajo matrimonio el 21 de agosto de 1854 en Écija con María Teresa Fernández de Córdoba y González de Aguilar, hija del conde de Luque y descendiente por vía materna de los conquistadores de Córdoba, los Ponce de León; así como de otras aristocráticas y acaudaladas familias terratenientes andaluzas, como los Rojas; con quien tendría tres hijos; Fernando, Álvaro y María del Rosario Pérez de Barradas y Fernández de Córdoba.